# John Paskin
John William Paskin (Città del Capo, 1º febbraio 1962) è un ex calciatore sudafricano, di ruolo attaccante.

## Carriera

### Club
Paskin cominciò la carriera con la maglia dell'Hellenic, per poi passare al Toronto Blizzard, nella North American Soccer League (NASL). Con questa squadra, realizzò 10 reti in 16 partite. Militò poi per South China e Seiko. Nel 1986, passò ai belgi del Kortrijk.
Successivamente, si trasferì in Inghilterra: fu messo sotto contratto dal West Bromwich, per cui disputò 25 partite e segnò 5 reti. Poi passò al Wolverhampton, che lo prestò a Stockport County, Birmingham City e Shrewsbury Town. In seguito, giocò per Wrexham, Bury e Cape Town Spurs.
Nel 1996, si accordò con i norvegesi del Fredrikstad. Il suo apporto alla squadra fu considerato deludente, nonostante 3 reti in 6 partite. Chiuse la carriera all'Hellenic.